# 山名堯熙
山名 堯熙（やまな あきひろ / たかひろ）は、安土桃山時代から江戸時代前期にかけての武将。但馬国の出石の領主で敗走して豊臣秀吉に降るまでは氏政を名乗った。

## 生涯

### 但馬の戦国大名時代
但馬国の大名・山名祐豊の三男として誕生。長兄・棟豊次兄・義親の後を受け、山名氏を継承した。
父の祐豊は但馬を追われて堺にいたが、今井宗久の仲介で帰国し、山名氏は天正2年（1574年）頃に居城を此隅山城から有子山城に移したとされる。
天正3年（1575年）正月に父・祐豊（韶凞）とともに毛利輝元と和睦し、5月には吉川元春と誓紙を交わしている（芸但和睦）。これには太田垣輝延や垣屋豊続も加わっており、尼子氏に対抗するためとみられている。
同年11月24日に山名氏家臣の八木豊信が吉川元春に送った書状では、出石（山名父子）や竹田（太田垣氏）から織田信長に懇望して明智光秀が丹波に介入したことも書かれている。山名氏は毛利氏と芸但和睦を結ぶ一方で織田信長にも荻野直正（赤井直正）の竹田城攻撃のための救援を懇望しており、この時点では毛利氏と織田氏は決定的な対立はみられなかった。
その後、毛利氏と織田氏の対立が深まると、天正5年（1577年）10月に播磨に攻め込んだ羽柴秀吉は、その余勢で但馬に侵入して竹田城の太田垣氏を駆逐し羽柴秀長を城代として置いた。秀吉による播但制圧は、天正6年（1578年）の別所長治や荒木村重の織田方からの離反で一時的に崩れ、竹田城にいた秀長も秀吉に呼び戻されて但馬国では一時的に原状復帰がみられた。
しかし、天正8年（1580年）、秀吉が別所氏の三木城を攻略して播磨国を再制圧すると、同年4月に秀長を再び但馬国に侵入させ、5月16日に出石の有子山城は落城した。氏政は病床の父・祐豊（韶凞）を残して因幡に敗走したため、山名氏の系図には氏政が因幡に出奔した日として記されている。

### 豊臣家家臣時代
秀吉への降伏後、馬廻衆の一人に加えられたという。『有馬文書』によると天正10年（1582年）には播磨国加古郡に領地を給された。

### 死没
没年および墓所については諸説有る（後述の異説も参照）。
一説には関ヶ原の戦いに息子の堯政とともに西軍につき、その後、大坂城に迎えられたとする説がある。また、系図によっては寛永元年（1624年）に死去したともいう。
法名は円成院殿一翁仙公大居士。

## 異説
- 『寛永諸家系図伝』では「堯熙 生国 但州。出石の城に住す。秀吉の代にいたりて、但馬を去って浪人となる。」となっているが史実[要出典]とは異なる。
- 閑居の間には山名豊国の扶助があったとされるが、実際には父・祐豊晩年の時代にすでに有力家臣団は分裂、離反していた。清水正親（しみず まさちか）も天正18年（1590年）から徳川家臣となっていた[3]。
- 息子の一人である堯政は元和元年（1615年）5月7日に大坂夏の陣において戦死したという[2]。
- 堯煕の亡くなった嫡男の山名堯政には幼い山名煕政という息子がいた[1][3]。煕政は正親の養子となり、清水恒豊（つねとよ）として幕府旗本となった[3]。恒豊は大番組頭を勤め[3]、以降の子孫（山名に苗字を改めた家もある）は御家人や旗本として続いた。